# Dan Earl
Milan Daniel Earl, detto Dan (Medford Lakes, 12 ottobre 1974), è un allenatore di pallacanestro ed ex cestista statunitense.

## Palmarès
- Campione NIT (2025)